# Ткачик чорночеревий
Тка́чик чорночеревий (Ploceus melanogaster) — вид горобцеподібних птахів ткачикових (Ploceidae). Мешкає в Центральній Африці.

## Опис

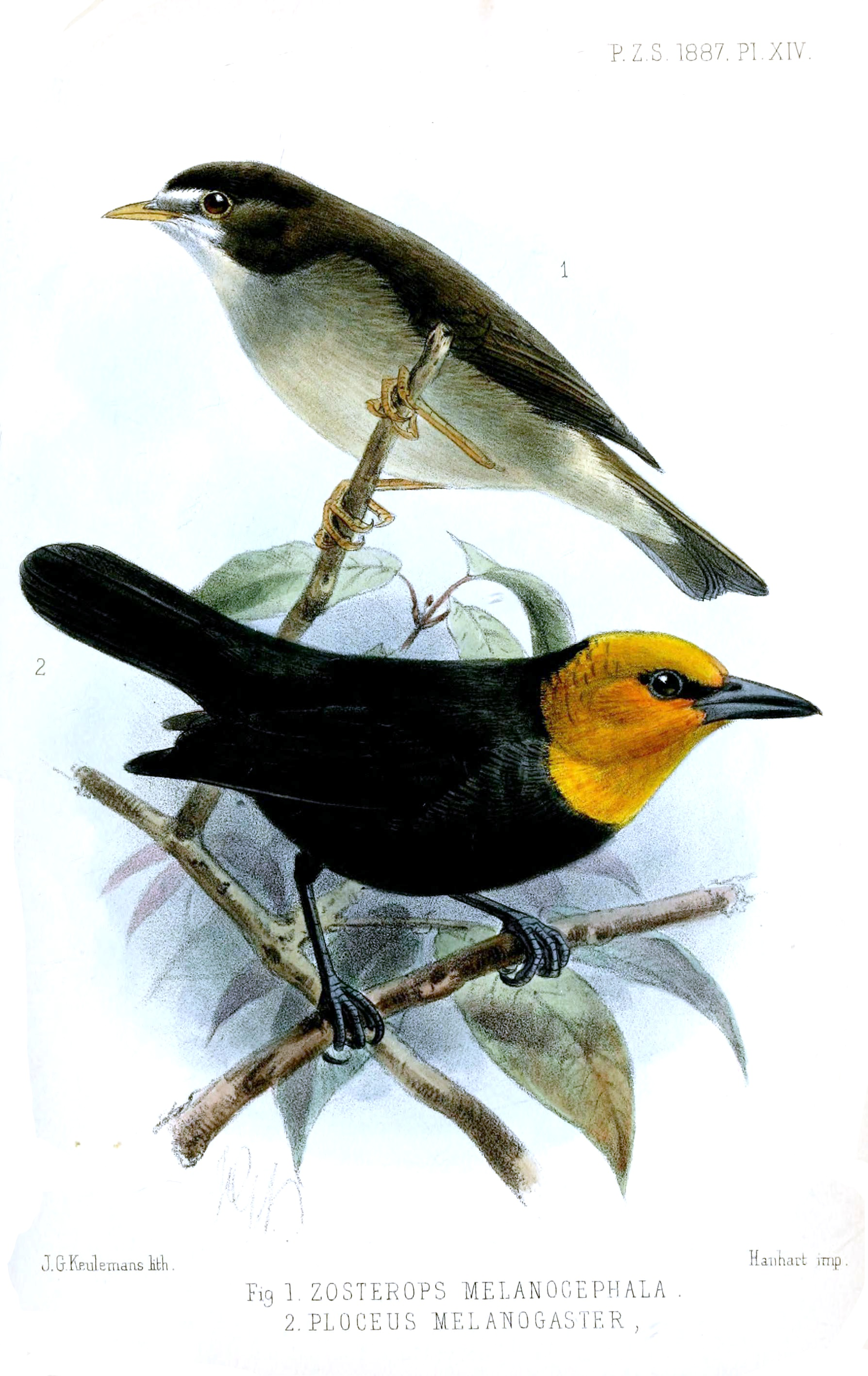
Білолоба затоківка (зверху) і чорночеревий ткачик (знизу)

Довжина птаха становить 14 см, вага 20-28 г. Голова золотисто-жовта, на обличчі вузька чорна "маска". У самиць шия і горло також жовті. Решта тіла чорна. Очі червонуваті, дзьоб чорний. Мололі птахи мають чорнувато-оливкове забарвлення, "маска" на обличчі у них зеленувато-чорна.

## Підвиди
Виділяють два підвиди:
- P. m. melanogaster Shelley, 1887 — південно-східна Нігерія, південно-західний Камерун, острів Біоко;
- P. m. stephanophorus (Sharpe, 1891) — від Південного Судану і сходу ДР Конго до південно-західної Кенії і північно-західної Танзанії.

## Поширення і екологія
Чорночереві ткачики мешкають у горах Камерунської лінії і Східно-Африканського Рифту. Вони живуть у вологих гірських тропічних лісах, зустрічаються на висоті від 1500 до 3000 м над рівнем моря. Живляться переважно комахами.